# Nécessité (mythologie)
Pour la notion en logique, voir Nécessité.
Nécessité (en latin Necessitas) est la déesse romaine de la Destinée et de la Fatalité. Elle correspond dans la mythologie grecque à Ananké.

## Identification
Il semblerait y avoir deux versions relativement à la place de Nécessité dans la mythologie.
1. Selon la tradition orphique, à laquelle Nécessité est rattachée, notamment dans le discours de Socrate, Livre X de La République, de Platon, Nécessité, en Grec Ananké, est mère des trois Moires : 
  - Atropos présidait au passé (d'atrepta, « irréversible »),
  - Clotho au présent (de klôthousa, « filer »),
  - Lachésis au futur (de lêxis, « prédestination »).
2. Déesse allégorique, fille de la Fortune et mère de Némésis, est représentée tenant à la main de longues chevilles, des crampons, des coins de fer et un marteau. Elle avait un temple célèbre à Corinthe.

## Sources antiques
- Orph., fr. 36 (Abel).
- Argonautiques orphiques, 12 et suiv.
- Platon, République, X, 617c et suiv.
- Eschyle, Prométhée, 517.
- Horace, Odes, I, 35, 17 et suiv.